# Jorge Omar
Juan Manuel Ormaechea más conocido por el nombre artístico de Jorge Omar (Palermo, Buenos Aires, Argentina; 10 de marzo de 1911-Ibídem; 24 de febrero de 1998) fue un cantor argentino de gran popularidad en los años '30.

## Carrera
Jorge Omar fue, junto a Fernando Díaz una de las voces características de la orquesta de Francisco Lomuto. De ascendencia vasco-navarro, se inicia profesionalmente a la temprana edad de 19 años. Su padre, aficionado a la música, le inculcó el gusto por el canto y en principio quiso aprender bandoneón, pero lo suyo era cantar y ya había destacado en coros infantiles del Colegio y en la Iglesia del barrio.
Fue un típico cantante de los años treinta, con un fraseo melódico y delicado, muy afinado y de buena dicción. Apareció en momento donde surgían permanentemente grandes voces, como Carlos Dante, Roberto Ray, Roberto Maida, Carlos Lafuente, entre otros.
Su carrera profesional se inicia a fines de 1930 en la radio como solista, acompañado por un dúo de guitarras, ya con su nombre artístico Jorge Omar. En una ocasión, es escuchado por el eximio bandoneonista y director Minotto Di Cicco, quien lo invita a participar como estribillista en sus grabaciones para el sello Columbia.
En el año 1931 graban trece temas, destacándose Taconeando de Pedro Maffia y letra de José Staffolani y Mil novecientos de Edgardo Donato y Luis César Amadori. Ese mismo año colabora con la orquesta de sello, que estaba dirigida por Alberto Castellano en media docena de registros.
En 1932 hace una única grabación con la orquesta de Antonio Bonavena, , tío del boxeador Ringo Bonavena, el tango Lunes de José Luis Pádula y Francisco García Jiménez, también en Columbia.
Durante todo este tiempo, estuvo apadrinado por el gran músico del barrio de La Boca, Juan de Dios Filiberto, quien finalmente lo lleva a su orquesta para actuar en el teatro en el sainete Villa Crespo de Alberto Vaccarezza  en el Teatro Cómico. En dicha obra, Jorge Omar estrena el hermoso tango Botines viejos en 1933.
En 1935 llegaría la gran oportunidad que lo lleva a su consagración definitiva , cuando se presenta a concursar por el lugar que iba a dejar el cantante Fernando Díaz en la orquesta de Francisco Lomuto, dejando en el disco ciento treinta y seis registros para el sello Victor. En 1939, vuelve Fernando Díaz a la orquesta y graban muchos temas en dúo. En 1943 decide dejar a Lomuto para intentar su carrera como solista.
En su nueva etapa forma rubro  con Fernando Díaz y arman una orquesta que denominan Los Diablos Rojos. Luego pasa por el conjunto de Horacio Salgán, y finalmente integra la orquesta de José Tinelli junto a la cancionista Chola Bosch.
Continua después como solista acompañado por su propio conjunto y, poco a poco, se va perdiendo hasta abandonar en forma definitiva la actividad artística a fines de la década del cincuenta.

## Alguno de sus temas interpretados
- Arrepentido
- Esclavo, de Joaquín Mora y José María Contursi.
- Vendrás alguna vez de Alfredo Malerba y Luis César Amadori.
- Gota de lluvia de Félix Lipesker y Homero Manzi.
- A la gran muñeca.
- Botines viejos.
- El sol del veinticinco.
- Los granaderos de San Martín.
- Se han sentado las carretas.
- Otra vez.
- El embrujo de tu violín, de Mario Maurano y Armando Tagini.
- Por la vuelta.
- El día que te fuiste
- Se necesita una estrella
- Desaliento.
- El picaflor
- El anzuelo.
- Lunes.
- Ausencia gris" de Roberto Nievas Blanco y letra de Julio Jorge Nelson.
- Catalina de Rafael de León y Manuel López Quiroga.

## Filmografía
- 1937: Melgarejo, , dirigido por Luis Moglia Barth, junto a consagrados actores como Florencio Parravicini y Mecha Ortiz.

## Teatro
- El Rey del Tango .
- La Mujer es Peligrosa (1942).